# Данте Алигьери (линкор)
«Данте Алигьери» — первый линкор итальянского флота. Корабль был заложен 6 июня 1909 года на верфи «Кастелламаре», спущен на воду 20 августа 1910 года, а сдан в эксплуатацию 15 января 1913 года.

## История создания
|  |

Поскольку к 1906 году как раз была завершена постройка четырёх новых быстроходных линейных кораблей-додредноутов типа «Vittorio Emanuele» имевших достаточно мощное вооружение, то Итальянский флот не проявлял к дредноутам большого интереса до 1908 года, когда флоты всех великих морских держав начали интенсивно пополняться кораблями этого класса. Первым итальянским линкором-дредноутом стал «Данте Алигьери».
По техническим требованиям флота нормальное водоизмещение должно было составлять не более 20 000 тонн, скорость — не менее 22 узлов. Бронирование должно быть достаточным для защиты от фугасных снарядов артиллерии крупного и среднего калибра на дистанциях боя в 30-40 кабельтовых.
Калибр противоминной артиллерии — 120-мм.
На линкоре впервые в мировой практике орудия главного калибра (305 мм) разместили в трёхорудийных башнях. Эти артиллерийские установки изготавливались итальянскими предприятиями-филиалами известных британских фирм «Vickers» и «Armstrong». Из-за того, что поставка этих орудий затянулась почти на год, первым с трехорудийными башнями главного калибра вступил в строй австро-венгерский дредноут «Вирибус Унитис».

## Конструкция

### Бронирование
Толщина главного броневого пояса — 250 мм. Второй броневой пояс — 100 мм — находился выше первого. Носовой траверз — 100 мм, кормовой — от 76 до 100 мм. Толщина главной броневой палубы — от 75 до 100 мм.
Оказалось, что при постройке корабль был сильно перегружен (осадка была на 35 см больше запланированной), и главный броневой пояс практически полностью находился под водой.
Бронирование башен главного калибра: лоб — 250, стенки — 150 мм.

### Скорость
Спроектированный, чтобы достичь максимальной скорости 23 узла (43 км / ч; 26,5 миль в час) при мощности 35 000  лошадиных сил (26 000 кВт),  «Данте Алигьери» не  достиг этой цели на ходовых испытаниях. Корабль развил максимальную скорость 22,83 узла (42,28 км / ч, 26,27 миль в час) при мощности 32 190 л. с.

## Служба
Во время Первой мировой войны «Данте Алигьери» был флагманом Итальянского флота, хотя ни в одной битве не участвовал. Линкор осуществлял блокаду восточного побережья Адриатики.
В 1928 году (через 15 лет после вступления в строй) корабль был пущен на слом, так как его посчитали безнадёжно устаревшим.